# 潮州家族
潮州家族（The Teochew Family），新加坡電視機構（今新傳媒私人有限公司）家族史電視劇，由曾江、鄭惠玉、周初明、陳澍城、曾慧芬、洪慧芳等領銜主演，監製為蔡萱和曾皓文。此劇於1995年首播，除了新加坡，拍攝隊伍還拉隊到中國潮汕拍攝，在當地與福建電視台合作，並邀請新加坡華文作家、祖籍潮安的蓉子（監製蔡萱是蓉子的姨兄）擔任諮詢顧問。根據知情人士透露，原本拍攝隊伍有意前往台灣屏東潮州拍攝，後因各種因素作罷。劇中時代由廣東潮汕1940年代橫跨到新加坡1990年代，講述中國潮州米商蔡家歷時五十餘載的家族史。值得一提的是，除了來自香港的曾江和韓裔新加坡人金銀姬，有不少劇組人員的祖籍是來自潮州的，包括監製蔡萱，演員陳澍城、曾慧芬、洪慧芳和鄭惠玉等等，其中生於汕頭澄海、12歲赴新的陳澍城，更是“過番潮州人”的實際例子之一。

## 劇情簡介
1990年代的新加坡，繁榮的都市型社會，一名中年商場女強人（鄭惠玉飾演）在拍賣會上連標得新加坡兩個地段；另一邊廂，在一座大房子前，一名陷入昏迷的老者（曾江飾）被送上救護車，隨行的一對母子（曾慧芬、周初明飾），不斷以潮州話“阿兄”、“大舅”呼喚老者。拍賣會上，商場女強人接到電話，神色凝重；急往醫院途中的救護車上，老者母親將大哥大交給中年兒子，發現老者緊握的手心裡，有一撮白米……
時光倒流到1940年代的廣東潮汕……

## 演員表

### 1940年代：廣東潮汕
牛年：一壺好茶一壺月，幾番風雨幾番愁（第1集標題）

#### 蔡家
| 演員            | 角色          | 關係／暱稱 |
| 金銀姬          | 蔡老太 方來妹 | 蔡家最年長長輩，蔡慶陽和蔡慶安的母親 |
| 曾 江           | 蔡慶陽        | 蔡老太大兒子，蔡家、泰豐棧主事，米商公會主席 於第3集與母親用不少私房祖傳財物，將被軍隊抓去當兵的蔡慶安贖回 於第3集資遣所有的員工丫鬟家丁 第3集末，與蕭登龍一起離開唐山，到暹羅投靠蔡慶安岳父母（第3集）                    |
| 李茵珠          | 張亞蘭        | 長房太太，蔡慶陽的妻子 於第3集資遣所有的員工丫鬟家丁 |
| 鍾曼珊          | 譚雪音        | 長房小妾 |
| 洪慧芳          | 孫鳳玉        | 二房太太，蔡美娜的母親 第2集夜間，蕭登龍入贅蔡家，成為自己的丈夫 第3集帶蔡美娜到戲班去吃戲子的剩飯，以求開口說話，口齒伶俐                                                                                                 |
| 陳澍承          | 蕭登龍        | 讀書人，善寫書法，懦弱 原與蔡楚寧相愛，於第1集被安排入贅蔡家 於第2集與楚寧相約私奔，卻為了母親和弟弟而悔約 第2集夜間由偏門進入贅蔡家，成為孫鳳玉的丈夫，蔡美娜的繼父 第3集末，與蔡慶陽一起離開唐山，到暹羅投靠蔡慶安岳父母 |
| 曾慧芬          | 蔡楚寧        | 蔡老太的女兒，排行第三 原在汕頭教書，與蕭登龍相愛 於第2集與蕭登龍相約私奔，他卻悔約 於第2集離開蔡家，到南洋去 |
| 王昌黎          | 蔡慶安        | 蔡老太的小兒子，愛唱戲 第2集娶王麗嫻過門 於第3集輸光跟蕭登龍為水災所募款項 於第3集因上街賭錢，巧遇軍隊抓壯丁，而被抓去當兵 於第3集讓母親和大哥用不少私房祖傳財物，將他贖回，夫妻二人漏夜前往暹羅避難                       |
| 林海英          | 王麗嫻        | 蔡慶安的妻子，於第2集過門 於第3集希望丈夫與她一起到暹羅投靠父母避風頭 第3集夫妻二人漏夜前往暹羅投靠已在暹羅的父母 |
| 陳家裕 （童年） | 蔡崇文        | 蔡慶陽與張亞蘭的大兒子 |
| 陳 勇 （童年）  | 蔡崇武        | 蔡慶陽與張亞蘭的小兒子 |
| 林淑敏 （童年） | 蔡美娜        | 到了五歲仍總是不肯開口說話 第3集讓母親帶到戲班去吃戲子的剩飯，以求開口說話 |
| 陳楚卿          | 奶 媽         | 蔡崇文、蔡美娜的奶媽，於第3集被資遣，要求留下成功 |
| 陳玉純          | 丫鬟          | 蔡家丫鬟 於第3集因時局動亂（國共內戰）和水患，蔡家自顧不暇，而被資遣 |
| 王秋嫻          | 丫鬟          | 蔡家丫鬟 於第3集因時局動亂（國共內戰）和水患，蔡家自顧不暇，而被資遣 |
| 鄒春燕          | 丫鬟          | 蔡家丫鬟 於第3集因時局動亂（國共內戰）和水患，蔡家自顧不暇，而被資遣 |
| 陳楚芬          | 丫鬟          | 蔡家丫鬟 於第3集因時局動亂（國共內戰）和水患，蔡家自顧不暇，而被資遣 |

#### 泰豐棧
| 演員   | 角色   | 關係／暱稱                                                             |
| 曾 江  | 蔡慶陽 | 泰豐棧主事，米商公會主席，參見蔡家                                     |
| 王昌黎 | 蔡慶安 | 泰豐棧副事，參見蔡家                                                   |
| 李鴻楷 | 阿 庚  | 泰豐棧員工 於第3集因時局動亂（國共內戰）和水患，蔡家自顧不暇，而被資遣 |
| 蔡汕秋 | 林有貴 | 泰豐棧員工 於第3集因時局動亂（國共內戰）和水患，蔡家自顧不暇，而被資遣 |
| 陳俊麟 | 長煙伯 | 泰豐棧員工 於第3集因時局動亂（國共內戰）和水患，蔡家自顧不暇，而被資遣 |

#### 蕭家
| 演員   | 角色   | 關係／暱稱                                                                                              |
| 邱楚霞 | 蕭 母  | 蕭登龍等三子的母親 為了讓家裡日子過得好一點、讓二兒子成親成功，答應蔡家讓蕭登龍入贅                     |
| 陳澍承 | 蕭登龍 | 蕭母家大兒子 蕭家祖上原是朝廷文官，後家道中落 為讓家裡過好日子、讓弟弟能成親，被迫入贅蔡家 參見蔡家二房 |
| 許守和 | 蕭二弟 | 蕭母二兒子，蕭登龍的大弟 為大哥入贅的事不諒解而憤怒，後方知是為了母親和自己                             |
| 張來發 | 蕭三弟 | 蕭母小兒子，蕭登龍的小弟                                                                                |

#### 其他
| 演員            | 角色     | 關係／暱稱                              |
| 麥皓為          | 王專員   | 地方官員 對職務敷衍了事，斂財，官派作風 |
| 陳天祥          | 專員秘書 | 王專員的秘書                            |
| 唐 琥           | 米商     | 地方米商                                |
| 湯文濤          | 米商     | 地方米商                                |
| 陳志華 （童年） | 王高才   | 王麗嫻的弟弟，蔡慶安的妻舅              |

### 1950年代：南洋
過番：帶著鄉愁上路，勇闖明日天涯（第4集標題）

#### 主要演員
| 演員            | 角色   | 關係／暱稱 |
| 曾 江           | 蔡慶陽 | 從暹羅來到南洋，錢被騙，在一米舖當工頭 於第5集與蔡楚寧巧遇 被一騙子騙了錢去投資，後透過警察768拿回錢 拉著符國炳從事非法運輸生意，某次行動中符國炳意外中槍墜海 1953年，頂下一店舖，重開泰豐棧（第8集）    |
| 曾慧芬          | 蔡楚寧 | 水晶包 在南洋找不到教職工作，賣水晶包維生 原與符國炳是冤家，後與符國炳在一起 在第5集擔任洪三的補習老師，巧遇蔡慶陽並重聚 符國炳意外死亡後，與蔡慶陽冷戰，不再搬回蔡家                                    |
| 朱厚任          | 符國炳 | 大喇叭，海南人，船員 與洪三父親是同鄉，因而照顧洪三 在第4集與蔡楚寧是冤家，有諸多誤會，在第5集才冰釋前嫌 從第5集開始對蔡楚寧有好感，對她口頭提親，後在一起 拉著符國炳從事非法運輸生意，第7集中槍墜海而死 |
| 郭靖利 （童年） | 洪 三  | 有先天性腦瘤 父親與符國炳是同鄉，因而備受符國炳照顧 第4集，母親自殺，父親被砍死 後被符國炳收養 |
| 王昌黎          | 蔡慶安 | 從暹羅到南洋，見證蔡家米舖開張（第8集） |

#### 蔡家（廣東潮汕）
| 演員            | 角色          | 關係／暱稱                                                                                     |
| 金銀姬          | 蔡老太 方來妹 | 蔡慶陽和蔡慶安的母親 原要被蔡慶陽接到南洋，後選擇留下                                          |
| 李茵珠          | 張亞蘭        | 長房太太，蔡慶陽的妻子 兩個兒子隨丈夫下南洋，自己留在家裡照顧婆婆                              |
| 陳家裕 （童年） | 蔡崇文        | 蔡慶陽與張亞蘭的大兒子 第7集隨父親蔡慶陽到南洋，在南洋上學                                     |
| 陳 勇 （童年）  | 蔡崇武        | 蔡慶陽與張亞蘭的小兒子 第7集隨父親蔡慶陽到南洋，在南洋上學 第7集被指偷了同學的鉛筆盒，但他否認 |
| 鍾曼珊          | 譚雪音        | 長房小妾，蔡家被徵收後，向領導申請與蔡家脫離關係，離開蔡家                                     |
| （嬰兒）        | 蔡崇          | 蔡慶陽與譚雪音的兒子 第7集隨父親蔡慶陽到南洋，在南洋上學                                       |
| 陳澍承          | 蕭登龍        | 孫鳳玉的丈夫，從暹羅回到潮州 第7集隨兄長蔡慶陽到南洋                                           |
| 洪慧芳          | 孫鳳玉        | 二房太太，蔡美娜的母親，蕭登龍的妻子 第7集隨兄長蔡慶陽到南洋                                   |
| 林淑敏 （童年） | 蔡美娜        | 孫鳳玉的女兒，蕭登龍的繼女 第7集隨大伯蔡慶陽到南洋                                             |
| 陳楚卿          | 奶 媽         | 蔡崇文、蔡美娜的奶媽，留在潮州                                                                 |

#### 南洋街坊
| 演員   | 角色     | 關係／暱稱                                         |
| 陳 濛  | 洗衣婆   | 蔡楚寧的房東                                       |
| 周世強 | 七叔     | 寫信佬                                             |
| 梁 田  | 講古佬   |                                                    |
| 云昌凑 | 警察768  | 警察，專向攤販討賄賂錢                             |
| 周思良 | 理髮佬   |                                                    |
| 戴 鵬  | 四眼伯   | 海南人，船員櫃檯人員                               |
| 洪培興 | 王振德   | 符國炳好友，船員                                   |
| 黃本鑫 | 船員     | 符國炳夥伴                                         |
| 黃欽德 | 船員     | 符國炳夥伴                                         |
| 蔡慶源 | 船員     | 符國炳夥伴                                         |
| 王冠龍 | 洪三父   | 洪三父親，海南人，符國炳同鄉 在第4集喝酒鬧事被砍死 |
| 張金玉 | 洪三母   | 洪三母親，在第4集自殺                              |
| 孫惠   | 包租婆   | 洪家房東                                           |
| 曾希安 | 瓊園老闆 |                                                    |
| 林明哲 | 騙子     | 騙了蔡慶陽的錢，後因警察768被迫還錢                |

### 1960年代：星洲
紮根：停住漂泊的腳步，聆聽春天的到來（第9集標題）

#### 蔡家
| 演員            | 角色   | 關係／暱稱                                                                                   |
| 金銀姬          | 蔡老太 | 第9集從唐山來到南洋                                                                          |
| 曾 江           | 蔡慶陽 | 重開泰豐棧，第10集舉家大小搬到大房子 第13集帶蕭登龍夫婦到柬埔寨做生意                        |
| 吳開深 （成年） | 蔡崇文 | 大學三年級停學，到泰豐棧幫忙                                                                 |
| 錢翰群 （成年） | 蔡崇武 | 高中生，追求麥小冬                                                                           |
| 許德才 （成年） | 蔡崇   | 高中生，第13集決定赴美完成高中學業，再繼續唸大學                                             |
| 陳澍承          | 蕭登龍 | 孫鳳玉的丈夫，持續寫作，以沙鷗為筆名，出了一本書《紮根》 第13集隨蔡慶陽到柬埔寨做生意        |
| 洪慧芳          | 孫鳳玉 | 蕭登龍的妻子 第13集隨蔡慶陽到柬埔寨做生意                                                    |
| 鄭惠玉 （成年） | 蔡美娜 | 依舊安靜，不愛開口說話，易生悶氣 高中生，四千金之一，暗戀洪三 在校慶出演話劇《家》女主角鳴鳳 |
| 王昌黎          | 蔡慶安 | 第10集搬回蔡家，妻子懷孕不隨來                                                               |

#### 蔡楚寧家
| 演員            | 角色   | 關係／暱稱                                                |
| 曾慧芬          | 蔡楚寧 | 養子洪三，與洪三相依為命                                  |
| 周初明 （成年） | 洪 三  | 蔡楚寧養子，中學生，學校戲劇學會主席 在校慶導演話劇《家》 |

#### 學校同學
| 演員   | 角色   | 關係／暱稱                                                   |
| 黃嫊芳 | 麥小冬 | 冬冬 高中生，四千金之一，學校戲劇學會成員 後跟家人移民到英國 |
| 翁瑞雲 | 高麗晶 | 高妹 高中生，四千金之一，學校戲劇學會成員                    |
| 溫麗玲 | 羅安安 | 肥妹 高中生，四千金之一，學校戲劇學會成員                    |
| 陳致光 | 葉聲貴 | 傻龜 高中生                                                  |
| 林里宏 | 藍天明 | 高中生，學校戲劇學會成員 在校慶出演話劇《家》男主角覺慧      |

#### 南洋街坊、其他
| 演員            | 角色   | 關係／暱稱                                                |
| 鄔偉強          | 麥菲立 | 麥小冬的父親，寵愛女兒，後一家人移民到英國                |
| 朱玉葉          | 何美娘 | 麥小冬的母親，後一家人移民到英國                          |
| 洪培興          | 王振德 | 阿德 原是符國炳好友，船員，自泰豐棧開張以來便在那兒當工頭 |
| 陳 濛           | 洗衣婆 | 蔡楚寧的房東                                              |
| 周世強          | 七 叔  | 寫信佬                                                    |
| 梁 田           | 講古佬 |                                                           |
| 周思良          | 理髮佬 |                                                           |
| 鄭賢順 （成年） | 王高才 | 王麗嫻的弟弟，蔡慶安的妻舅                                |
| 林金池          | 朱老闆 | 原愛慕蔡楚寧，後頂讓店鋪給蔡楚寧，自己到柬埔寨做生意      |
| 莫國強          | 劉家洛 |                                                           |
| 唐 佳           | 周寶琳 |                                                           |

#### 蔡家（廣東潮汕）
| 演員   | 角色   | 關係／暱稱                                 |
| 李茵珠 | 張亞蘭 | 獨自留在唐山                               |
| 鍾曼珊 | 譚雪音 | 跟了姓王的，卻忘不了兒子，希望可以認回兒子 |
| 陳楚卿 | 奶 媽  | 進入黨幹部，擔任婦女會代表（經蔡老太轉述） |

### 1970年代
薪傳（上）：烈火中生生不息，共舞紅塵（第14集標題）

#### 蔡家（新加坡）
| 演員   | 角色            | 關係／暱稱 |
| 金銀姬 | 蔡老太          | 蔡慶陽和蔡慶安的母親 |
| 曾 江  | 蔡慶陽          | 泰豐棧、蔡家一家之主 成為黃玫瑰的伴侶 |
| 吳開深 | 蔡崇文          | 在泰豐棧幫忙 原為丁月娥男友，後娶為妻（第17集） 第18集在柬埔寨被殺                                                                           |
| 黃淑韻 | 丁月娥          | 原為蔡崇文女友，後嫁入蔡家（第17集） 後發現懷孕，生了一子                                                                                    |
| 錢翰群 | 蔡崇武          | 在夜校上課，兼職登台，後被蔡慶陽阻止 後證實患上精神病                                                                                        |
| 許德才 | 蔡崇            | 在美國唸大學宇航學 放棄新加坡國籍，入籍美國，娶了洋妻（第24集）                                                                              |
| 陳澍承 | 蕭登龍          | 留在柬埔寨打理家族生意，第18集回新加坡，過境時被關起來 被救出後流落街頭，被蔡楚寧救回來（第19集）                                            |
| 洪慧芳 | 孫鳳玉          | 留在柬埔寨打理家族生意，後回到新加坡 第21集吞殺蟲劑自殺，被救回                                                                              |
| 鄭惠玉 | 蔡崇美 (蔡美娜) | 大學畢業（第15集），辯論賽參賽者 第15集自行改名為“蔡崇美” 在戴氏運輸公司擔任船務經理（第15集） 成為洪三女友，後分手 協助掌管泰豐棧（第25集） |
| 王昌黎 | 蔡慶安          | 與妻子王麗嫻在泰國居住，泰國新加坡往返 |
| 曹健平 | 蔡崇祥          | 蔡慶安的兒子，從泰國到新加坡唸書 |
| 張錦華 | 阿 娟           | 蔡家傭人 |

#### 蔡楚寧家
| 演員   | 角色   | 關係／暱稱                                                      |
| 曾慧芬 | 蔡楚寧 | 洪三養母                                                        |
| 周初明 | 洪 三  | 蔡楚寧養子，在裕廊某造船廠上班 成為蔡崇美（蔡美娜）男友，後分手 |

#### 泰豐棧（進出口）有限公司
| 演員   | 角色   | 關係／暱稱                                |
| 曾 江  | 蔡慶陽 | 老闆 參見蔡家                             |
| 吳開深 | 蔡崇文 | 在泰豐棧幫忙，接班人，後意外死去 參見蔡家 |
| 錢翰群 | 蔡崇武 | 接替蔡崇文的職務（第19集） 參見蔡家       |
| 陳澍承 | 蕭登龍 | 回蔡家後，在泰豐棧幫忙（第19集） 參見蔡家 |
| 洪培興 | 王振德 | 阿德 泰豐棧老夥計，後車禍過世             |

#### 戴氏運輸公司
| 演員   | 角色   | 關係／暱稱                                                                     |
| 張文祥 | 戴永聰 | 戴氏運輸公司老闆 與在英國的妻子離婚（第24集） 錄取蔡崇美擔任船務經理（第15集） |
| 周全喜 | 楊俊英 | 職員，老臣子，後離職（第18集）                                                 |
| 鄭惠玉 | 蔡崇美 | 船務經理（第15集起），後被升為副總經理（第22集） 參見蔡家                      |
| 周初明 | 洪 三  | 代替楊俊英的職缺（第18集起），後離職 參見蔡楚寧家                              |

#### 麥家
| 演員   | 角色   | 關係／暱稱                                       |
| 鄔偉強 | 麥菲立 | 麥小冬的父親 腦癌手術失敗而過世（第22集）        |
| 朱玉葉 | 何美娘 | 麥小冬的母親，娘惹族                             |
| 黃嫊芳 | 麥小冬 | 移居英國八年，後回到新加坡，生下一女，成單親媽媽 |

#### 蔡家（廣東潮汕）
| 演員   | 角色   | 關係／暱稱                           |
| 李茵珠 | 張亞蘭 | 獨自留在唐山，多次向單位申請過番未批 |
| 陳楚卿 | 奶 媽  | 崇文、美娜奶媽                       |

#### 其他
| 演員   | 角色   | 關係／暱稱                                                                          |
| 王 薇  | 黃玫瑰 | 自潮州過番而來，歌秀老闆娘，曾是蔡崇武的老闆 成為蔡慶陽的伴侶，後離開新加坡到香港去 |
| 林金池 | 朱老闆 | 朱哥 原頂讓店鋪給蔡楚寧，到柬埔寨做生意，後因局勢混亂而回新加坡                     |
| 曾玉龍 | 郭老闆 | 米商                                                                                |
| 陳寶通 | 蘇老闆 | 米商                                                                                |
| 王金龍 | 何老闆 | 米商                                                                                |
| 楊 越  | 阿 成  | 十三叔 在柬埔寨幫忙疏通官員者，蔡慶陽之人脈                                         |
| 陳慧慧 | 李寶花 | 洪三的愛慕者                                                                        |
| 翁瑞雲 | 高麗晶 | 高妹 萬利銀行經理 蔡崇美（美娜）高中、大學同學 藍天明的女友，後分手 後結婚          |
| 林里宏 | 藍天明 | 蔡家兄妹、洪三高中同學，高麗晶的男友後分手                                          |
| 溫麗玲 | 羅安安 | 肥妹 蔡崇美（美娜）高中、大學同學                                                   |
| 陳致光 | 葉聲貴 | 傻龜 蔡家兄妹、洪三高中同學 職業樂隊隊長                                            |
| 莫國強 | 子森   | 蔡家兄妹、洪三高中同學                                                              |

### 1980年代
薪傳（下）（第26集標題）

#### 蔡家
| 演員    | 角色            | 關係／暱稱                                                                             |
| 金銀姬  | 蔡老太          | 蔡慶陽和蔡慶安的母親，於第29集過世，享壽九十有餘                                       |
| 曾 江   | 蔡慶陽          | 泰豐棧、蔡家一家之主                                                                   |
| 李茵珠  | 張亞蘭          | 以旅遊簽證赴新，後回潮州，在飛機上過世（第27集）                                       |
| 錢翰群  | 蔡崇武          | 蔡慶陽與張亞蘭的兒子，精神病患者                                                       |
| 許德才  | 蔡崇            | 在美國航太公司上班，Sophia的丈夫                                                       |
|         | Sophia          | 蔡崇的妻子兼同事                                                                       |
| 陳澍承  | 蕭登龍          |                                                                                        |
| 洪慧芳  | 孫鳳玉          |                                                                                        |
| 鄭惠玉  | 蔡崇美 (蔡美娜) | 戴永聰的妻子，育有二女 產下一子，得產後憂鬱症，後痊癒 與孩子們住回蔡家，後與戴永聰離婚 |
| 王昌黎  | 蔡慶安          |                                                                                        |
| 曹健平  | 蔡崇祥          | 蔡慶安的大兒子                                                                         |
| Raymond | 蔡崇良          |                                                                                        |
| 陳怡寧  | 蔡麗娜          |                                                                                        |
| 張錦華  | 阿 娟           | 蔡家傭人                                                                               |
|         |                 | 菲律賓女傭                                                                             |

#### 蔡楚寧家
| 演員   | 角色   | 關係／暱稱 |
| 曾慧芬 | 蔡楚寧 | 洪三養母   |
| 周初明 | 洪 三  |            |

#### 泰豐棧（進出口）有限公司
| 演員   | 角色   | 關係／暱稱                      |
| 曾 江  | 蔡慶陽 | 老闆 參見蔡家                   |
| 王昌黎 | 蔡慶安 | 參見蔡家                        |
| 陳澍承 | 蕭登龍 | 參見蔡家                        |
| 鄭惠玉 | 蔡崇美 | 開始讓泰豐棧投資房地產 參見蔡家 |

#### 戴家
| 演員   | 角色   | 關係／暱稱                                             |
| 張文祥 | 戴永聰 | 戴氏運輸公司老闆，蔡崇美的丈夫，後離婚                 |
| 鄭惠玉 | 蔡崇美 | 戴永聰的妻子，參見蔡家                                 |
| 珍藝   | 戴敏敏 | 戴永聰與蔡崇美的大女兒，父母離婚後住到蔡家             |
| 范雯青 | 戴嘉嘉 | 戴永聰與蔡崇美的二女兒，父母離婚後住到蔡家             |
| Jo Jo  | 戴思凱 | 戴永聰與蔡崇美的兒子（第27集出生），父母離婚後住到蔡家 |

#### 徐家
| 演員   | 角色   | 關係／暱稱             |
| 陳國華 | 徐來福 | 丁月娥再婚丈夫         |
| 黃淑韻 | 丁月娥 | 許來福妻子             |
| 晉輝   | 蔡邦強 | 丁月娥與蔡崇文的兒子   |
|        | 徐若珊 | 許來福與丁月娥的大女兒 |
|        | 徐若婷 | 許來福與丁月娥的小女兒 |

#### 麥家
| 演員   | 角色   | 關係／暱稱                 |
| 朱玉葉 | 何美娘 | 麥小冬的母親               |
| 黃嫊芳 | 麥小冬 | 麥海英的母親，喜歡洪三多年 |
|        | 麥海英 |                            |

#### 其他
| 演員   | 角色   | 關係／暱稱                                      |
| 翁瑞雲 | 高麗晶 | 高妹 蔡崇美（美娜）高中、大學同學，劉家洛的妻子 |
| 林里宏 | 藍天明 | 蔡家兄妹、洪三高中同學                          |
| 溫麗玲 | 羅安安 | 肥妹 蔡崇美（美娜）高中、大學同學               |
| 陳致光 | 葉聲貴 | 傻龜 蔡家兄妹、洪三高中同學                     |
| 莫國強 | 鍾子森 | 蔡家兄妹、洪三高中同學                          |
| 俊彬   | 劉家洛 | 高麗晶的丈夫                                    |

### 1990年代
共飲韓江水：有水的地方就有人，有人的地方，就有家（第30集標題）

#### 蔡家（新加坡）
| 演員    | 角色            | 關係／暱稱                                                      |
| 曾 江   | 蔡慶陽          | 已退休，第30集返鄉探親祭祖                                      |
| 錢翰群  | 蔡崇武          | 在澳洲接受治療                                                  |
| 陳澍承  | 蕭登龍          | 第30集返鄉探親祭祖                                              |
| 洪慧芳  | 孫鳳玉          | 第30集返鄉探親祭祖                                              |
| 鄭惠玉  | 蔡崇美 (蔡美娜) | 第30集返鄉探親祭祖，終與奶媽再相見 平安夜與洪三複合後，洪三過世 |
| 珍藝    | 戴敏敏          | 戴永聰與蔡崇美的大女兒                                          |
| 范雯青  | 戴嘉嘉          | 戴永聰與蔡崇美的二女兒                                          |
| Jo Jo   | 戴思凱          | 戴永聰與蔡崇美的兒子                                            |
| 王昌黎  | 蔡慶安          | 第30集返鄉探親祭祖                                              |
| 曹健平  | 蔡崇祥          |                                                                 |
| Raymond | 蔡崇良          |                                                                 |
| 陳怡寧  | 蔡麗娜          |                                                                 |

#### 蔡楚寧家（新加坡）
| 演員   | 角色   | 關係／暱稱                           |
| 曾慧芬 | 蔡楚寧 | 第30集返鄉探親祭祖，洪三過世後搬回家 |
| 周初明 | 洪 三  | 平安夜與蔡崇美複合後過世（第30集）   |

#### 潮汕
| 演員   | 角色   | 關係／暱稱                     |
| 許德才 | 蔡崇   | 在汕頭大學當教授               |
|        | Sophia | 蔡崇的妻子                     |
| 陳楚卿 | 奶 媽  | 蔡美娜的奶媽，相隔40年終再見面 |

#### 徐家（新加坡）
| 演員   | 角色   | 關係／暱稱             |
| 陳國華 | 徐來福 | 丁月娥再婚丈夫         |
| 黃淑韻 | 丁月娥 | 許來福妻子             |
| 晉輝   | 蔡邦強 | 丁月娥與蔡崇文的兒子   |
|        | 徐若珊 | 許來福與丁月娥的大女兒 |
|        | 徐若婷 | 許來福與丁月娥的小女兒 |

#### 麥家（新加坡）
| 演員   | 角色    | 關係／暱稱                  |
| 朱玉葉 | 何美娘  | 麥小冬的母親                |
| 黃嫊芳 | 麥小冬  | 麥海英的母親，Patrick的妻子 |
|        | 麥海英  |                             |
| Paul   | Patrick | 麥小冬的丈夫                |

#### 其他（新加坡）
| 演員   | 角色   | 關係／暱稱                                      |
| 翁瑞雲 | 高麗晶 | 高妹 蔡崇美（美娜）高中、大學同學，劉家洛的妻子 |
| 溫麗玲 | 羅安安 | 肥妹 蔡崇美（美娜）高中、大學同學               |

## 电视原声带
主題曲：潮水的諾言
主唱：張學友 · 作詞：程潔茵（本劇故事策劃人） · 作曲：李偲菘 · 編曲：趙增熹
收錄於張學友：《擁友》國語專輯，1995年，寶麗金發行
插曲：愛和承諾
主唱：張學友、陳慧嫻 · 作詞：祈志泉 · 作曲：李偉菘 · 編曲：吳慶隆
收錄於張學友：《擁友》國語專輯，1995年，寶麗金發行

## 幕後軼事
- 来自香港的已故資深演員曾江，因辱罵同劇演員蠢，而被當地演員封殺

## 獎項／入圍
本劇為新加坡電視機構 (TCS) 於1995年的重頭戲，播映後獲得極高的收視率及口碑，讚譽其高品質及精準呈現潮州文化，演員的演技亦相當精湛。然而，該年的重頭戲尚有《豆腐街》和《金枕頭》，在紅星大獎1996中入圍了四個獎項，但有三個獎項都輸給《豆》劇和《金》，包括本劇女主角鄭惠玉，亦是憑《金》劇獲得最佳女主角獎；只有曾慧芬獲得最佳女配角獎，這亦是她演藝生涯中唯一的演技獎項。本劇在紅星大獎1996的入圍及得獎名單如下：
- 曾慧芬獲得最佳女配角
- 周初明入圍最佳男主角
- 朱厚任入圍最佳男配角
- 洪慧芳入圍最佳女配角
- 本劇入圍最佳電視劇

## 幕後工作人員
新加坡電視機構
- 片頭設計：蔡萱、楊耀宗、曾皓文
- 影像效果：陳根源、宋添國
- 佈景設計：丘詩銘、黃汴泉、黃立成、陳家谷、洪寶玉
- 陳　　設：葉用冠
- 美　　術：黃鳳英、蔡易芬
- 繪　　景：蔡文衡、沈永輝、黃貴華、楊才法、曾萬豪、鄭偉庭
- 服裝設計：潘國鏵
- 服　　裝：潘芍汛
- 化妝/髮型：陳亞興、張淑樺、周劍華、陳有玲、羅麗芳、趙寶鑽
- 廠景主任/技術：葉淑華
- 廠景錄像：黎紹良、陳忠文、蘇長富、黃偉強、陳興通、方再興
- 廠景燈光：葉淑華、黃金龍、湯淑蘭、Gopalak Rishnan
- 廠景聲響：陳封候、潘家英、王振耀、朱章順、孫來平
- 廠景場務：何銳端、盧江
- 錄像剪輯：李鈞媚、張必芳、陳美湘
- 外景攝像：唐榮亮、高志虹、林合存、倪秋發、曾智聰、劉福根、丁泰文
- 外景收音：楊亞峇、葉偉民、李嘯權、張世強、黃聰、張涫升、王春福、余華海
- 外景燈光：駱榮桔、李皆成、潘超安、曹景光、張有烈、馮漢權、陳達財
- 武術指導：劉鴻義
- 武　　師：劉鴻財、劉鴻興
- 諮詢顧問：蓉子
- 配音編導：方百成、張蓮英、沈雪琪、劉詩璇、黃昱連
- 配音演員：李雅梅、林德成、黃月華、鄭炳泰、謝協成、陳順忠、陳若璇、郭進平、葉瑞珠、林森保、黃美麗、林福來、陳霞莉、林瑞翔
- 配　　樂：唐明心、吳金梅
- 音響效果：呂舒寧
- 外景聯絡：溫美岫
- 資料蒐集：鄺寶玲
- 製作聯絡：鍾春儀
- 編　　劇：謝俊源
- 編　　審：許聲亮
- 故事策劃：程潔茵
- 製作統籌：張愛玲
- 監　　製：蔡萱、曾皓文

福建電視台
- 製片人：楊子清、王建新
- 製片主任：劉毅、李斌
- 攝影：涂曉丹、楊洋
- 美術：林其富、唐皖閩
- 道具：鄭懷志、陳寶銘
- 照明：林華躍
- 化妝：錢天華、胡寶嘉
- 服裝：孫貞浦
- 劇務：李寧、陳志新
- 文學編輯：張魯杰、李海音
- 市場策劃：葉雄彪、朱建軍
- 監製：詹金燦、林信欽
- 總監製：林愛國

## 外部連結
- 豆瓣电影上《潮州家族》的資料 （简体中文）

| 新加坡 新視第8波道 （星期一到星期五 21:00到22:00）節目 | 新加坡 新視第8波道 （星期一到星期五 21:00到22:00）節目 | 新加坡 新視第8波道 （星期一到星期五 21:00到22:00）節目 |
| ------------------------------------------------------ | ------------------------------------------------------ | ------------------------------------------------------ |
|                                                        | 潮州家族 （1995年8月8日-1995年9月18日）                |                                                        |
| 飛龍五將 （1995年7月11日-1995年8月7日）                | 生命火花 （1995年9月19日-1995年10月16日）              |                                                        |